# Кастелчерино (Верона)
Кастелчерино је насеље у Италији у округу Верона, региону Венето.
Према процени из 2011. у насељу је живело 81 становника. Насеље се налази на надморској висини од 323 м.